# 埃龙
埃龙（法語：Héron，法語發音：[eʁɔ̃] ⓘ）是比利时瓦隆大区列日省于伊區的一个市镇，西与那慕爾省接壤，通行法语，是比利时法语社群的一部分，人口5,277人（2018年1月1日）。库蒂安机场位于埃龙。